# Hydroscapha natans
Hydroscapha natans är en skalbaggsart som beskrevs av Leconte 1874. Hydroscapha natans ingår i släktet Hydroscapha och familjen Hydroscaphidae. Inga underarter finns listade i Catalogue of Life.

## Bildgalleri

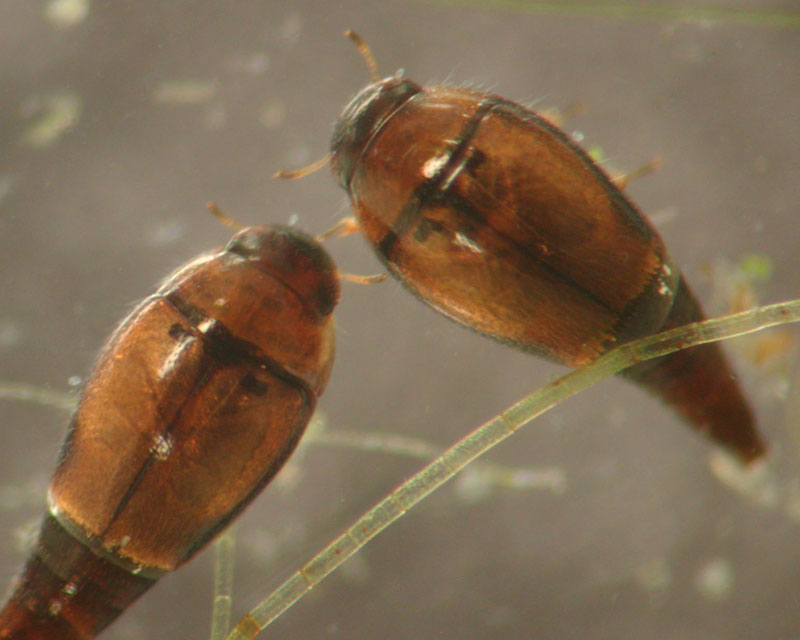